# Dolicocolon

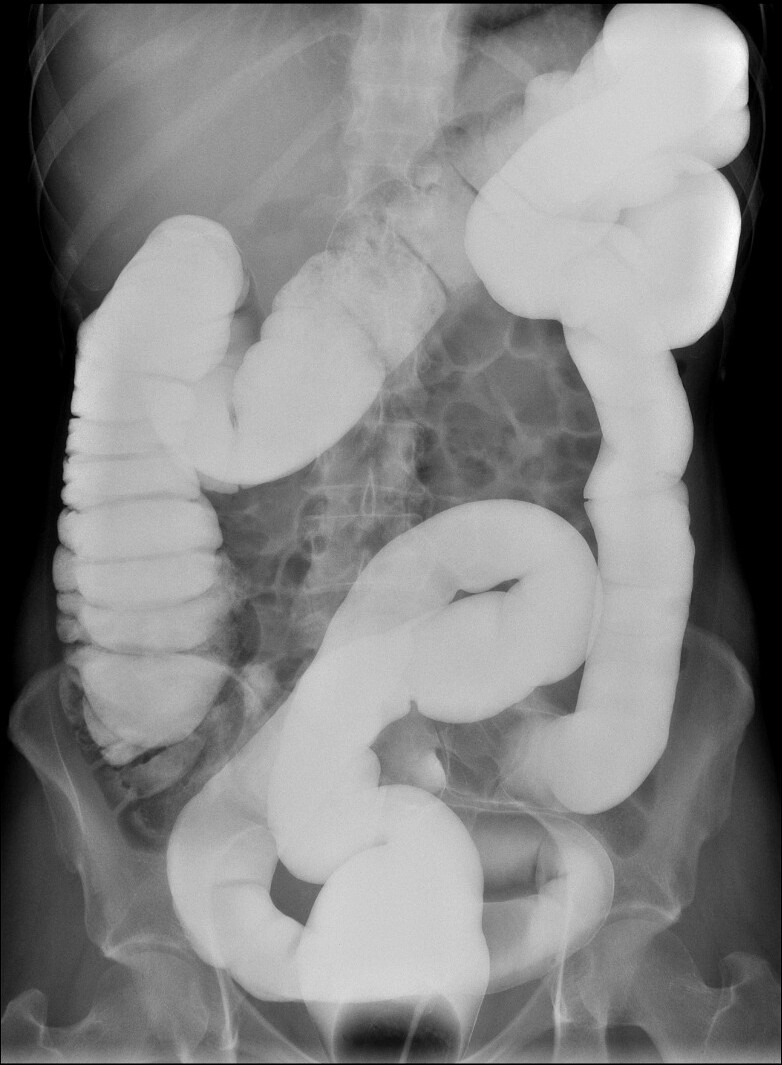

In medicina, un dolicocolon (parola derivata dal greco antico dolilchos, la lunga distanza, e colon) è un'anomalia del colon caratterizzata da un abnorme allungamento.
Tale patologia è di solito congenita ma a volte può anche essere una conseguenza dell'assottigliamento e allungamento delle pareti intestinali.
Il dolicocolon colpisce prevalentemente il colon discendente ed il sigma (dolicosigma) e predispone al volvolo poiché il colon tende a ripiegarsi su se stesso con maggior facilità.
Spesso è ad interposizione tra il diaframma ed il fegato (vedi sindrome di Chilaiditi).
Questa anomalia può essere associata ad una  dilatazione del colon (dolico-megacolon) come  nella malattia di Hirschsprung in cui dilatazione e allungamento sono la conseguenza di un difetto dell'innervazione della parete intestinale, che causa paralisi della peristalsi intestinale.
Il dolicocolon in soggetti predisposti per via della forma del colon, può favorire formazioni di fecalomi tali da causare frequenti sub-occlusioni intestinali.
Questa anomalia è quindi spesso anche associata a stitichezza cronica, a volte anche ostinata.